# Djimi Traoré
Djimi Traoré (*Laval, Francia, 1 de marzo de 1980) es un exfutbolista maliense que se desempeñaba como defensa y que terminó su carrera en el 2014 jugando para el Seattle Sounders FC.
Es mayormente conocido por su etapa en el Liverpool, donde se coronó como campeón de la UEFA Champions League 2004/05 tras vencer al A.C. Milan.

## Selección nacional
Fue internacional con la Selección de fútbol de Malí, donde disputó 6 partidos y anotó 1 gol.

## Clubes
| Club                  | País       | Año       |
| --------------------- | ---------- | --------- |
| Stade Laval           | Francia    | 1997-1999 |
| Liverpool FC          | Inglaterra | 1999-2001 |
| RC Lens               | Francia    | 2001-2002 |
| Liverpool FC          | Inglaterra | 2002-2006 |
| Charlton Athletic     | Inglaterra | 2006-2007 |
| Portsmouth FC         | Inglaterra | 2007-2009 |
| AS Mónaco             | Francia    | 2009-2011 |
| Olympique de Marsella | Francia    | 2011-2013 |
| Seattle Sounders FC   | USA        | 2013-2014 |

## Palmarés

### Campeonatos nacionales
| Título                     | Club                  | País           | Año     |
| -------------------------- | --------------------- | -------------- | ------- |
| Charity Shield             | Liverpool FC          | Inglaterra     | 2001    |
| Football League Cup        | Liverpool FC          | Inglaterra     | 2002-03 |
| FA Cup                     | Liverpool FC          | Inglaterra     | 2005-06 |
| Copa de la Liga de Francia | Olympique de Marsella | Francia        | 2011-12 |
| Lamar Hunt U.S. Open Cup   | Seattle Sounders FC   | Estados Unidos | 2014    |
| MLS Supporters' Shield     | Seattle Sounders FC   | Estados Unidos | 2014    |

### Copas internacionales
| Título                | Club         | País       | Año     |
| --------------------- | ------------ | ---------- | ------- |
| UEFA Champions League | Liverpool FC | Inglaterra | 2004-05 |

- Datos: Q250978